# Comerciário FC
Comerciário FC is een Braziliaanse voetbalclub uit São Luís in de staat Maranhão. 

## Geschiedenis
De club werd opgericht in 2003 en werd een jaar later kampioen van de tweede klasse van het Campeonato Maranhense. In het eerste seizoen van de hoogste klasse eindigde de club op een degradatieplaats, maar werd gered door uitbreiding van de competitie. In 2006 miste de club op een haar na de tweede ronde van het tweede toernooi en werd achtste in de totaalstand. In 2007 werden ze afgetekend laatste en degradeerden. 